# Lepo Sumera
Lepo Sumera (* 8. Mai 1950 in Tallinn; † 2. Juni 2000 ebenda) war ein estnischer Komponist und Politiker. Von 1988 bis 1992 wirkte er als estnischer Kulturminister.

## Leben
Lepo Sumera beschäftigte sich seit seiner Kindheit mit der Musik. Von 1957 bis 1964 lernte er Akkordeon an der Tallinner Musikschule, bevor er von 1964 bis 1968 auf das Tallinner Musikgymnasium wechselte. Er studierte an der Estnischen Musikakademie in Tallinn. Besonders seine Lehrer Veljo Tormis und ab 1968 Heino Eller haben ihn geprägt. Nach Ellers Tod setzte er seine Studien bei Heino Jürisalu fort, die er 1973 abschloss. Von 1979 bis 1982 nahm er am Moskauer Konservatorium unter Roman Ledenjow an einem Postgraduierten-Programm teil. Von 1978 bis zu seinem Tod unterrichtete er Komposition an der Estnischen Musikakademie.
Lepo Sumera war mit der Pianistin Kersti Einasto verheiratet. Gemeinsam hatte das Paar zwei Töchter und einen Sohn.

## Werk
Sumera war ein Pionier der elektro-akustischen Musik und der Computermusik. Daneben hat er sechs Sinfonien sowie zahlreiche Werke für Kammermusik komponiert. International bekannt wurde er auch durch seine Filmmusiken, die ein besonderes Einfühlungsvermögen für Stimmungsbilder zeigen. In Estland ist er auch für seine choralen Kompositionen bekannt. Besonderen Stellenwert nimmt die Seenekantaat - Mushroom cantata (1978/83) ein, deren Text aus lateinischen Pilznamen besteht.

## Kompositionen (Auswahl)
- In memoriam (1972)
- Sinfonie Nr. 1 (1981)
- Pikseloits (1983)
- Sinfonie Nr. 2 (1984)
- Sinfonie Nr. 3 (1988)
- Konzert für Klavier und Orchester (1989)
- Sinfonie Nr. 4, Serena borealis (1992)
- Hobuste ballett (1992)
- Musica tenera (1992)
- Sinfonie Nr. 5 (1995)
- Sinfonie Nr. 6 (2000)

## Filmmusik
- 1986: Spiele für Schulkinder (Игры для детей школьного возраста)